# Флаг Щукина
Флаг внутригородского муниципального образования Щу́кино в Северо-Западном административном округе города Москвы Российской Федерации.
Флаг утверждён 2 июня 2005 года и является официальным символом муниципального образования Щукино.

## Описание
«Флаг муниципального образования Щукино представляет собой двустороннее, прямоугольное полотнище с соотношением сторон 2:3.
Полотнище флага состоит из двух горизонтальных полос, верхней, голубой, шириной 5/24 ширины полотнища, и жёлтой.
В центре голубой полосы помещено изображение белой щуки. Габаритные размеры изображения составляют 1/2 длины и 1/5 ширины полотнища.
В центре жёлтой полосы помещено изображение знака атома чёрного круга, в окружении двух вытянутых чёрных колец. Габаритные размеры изображения составляют 1/2 длины и 7/16 ширины полотнища».

## Обоснование символики
Знак атома символизирует находящийся на территории муниципального образования Курчатовский институт и комплекс других крупных научно-исследовательских институтов.
Щука на голубой полосе флага символизирует древнее (XV—XVII века) село, а затем деревню Щукино. Деревня находилась на берегу Москвы-реки, в 1701 году при ней числился пруд, богатый рыбой, и мельница на реке Химке. Древнее название деревни воплотилось в современном названии территории, а изображение щуки вошло на флаг как гласный символ муниципального образования.